# ダッチェス (駆逐艦・初代)
|          | |
| 艦歴     | |
| 発注     | 1931年2月2日 |
| 起工     | 1931年6月12日 |
| 進水     | 1932年7月19日 |
| 就役     | 1933年1月24日 |
| その後   | 1939年12月10日に沈没 |
| 退役     | |
| 除籍     | |
| 性能諸元 | |
| 排水量   | 基準：1,375トン 満載：1,890トン |
| 全長     | 329 ft (100.3 m) |
| 全幅     | 33 ft (10.1 m) |
| 吃水     | 12 ft 6 in (3.8 m) |
| 機関     | アドミラリティ・ボイラー 3缶 パーソンズ式蒸気タービン2基 2軸推進、36,000shp(27,000 kW)                                                                             |
| 速力     | 36ノット |
| 航続距離 | 15ノットで5,870海里 |
| 乗員     | 145名 |
| 兵装     | 119mm(4.7in) Mark IX 単装砲 4門 76.2mm(3in)対空砲 1門 QF 2ポンド Mk.II 対空砲 2門 533mm（21in）Mk.IX 4連装魚雷発射管 2基 爆雷 20発 爆雷投射機 2基 爆雷投下軌条 1軌 |

ダッチェス (HMS Duchess, H64) はイギリス海軍の駆逐艦。D級。

## 艦歴
1931年6月起工。1932年7月19日進水。1933年1月24日就役。
1935年12月1日昼頃、インド洋を航海中、乗員1名が腹痛を訴えたが、軍医が乗艦していなかったためマレーシアのペナンに向かって全速で航行中、17時50分ごろ、欧州行きの貨物を搭載してシンガポールからコロンボに向かっていた「水戸丸」（日本郵船、7,061トン）を発見。国際信号旗M・Jを掲げて進路を変更。「水戸丸」に接近してWのモールス信号を打電した。「水戸丸」の長水田正道船長は停船を指示し、「ダッチェス」からの救援要請を承諾。「ダッチェス」はボートを「水戸丸」に派遣し、事情を説明。「水戸丸」と「ダッチェス」が遭遇した位置からペナンまでは約1,020㎞もあり、ペナンまで15時間かかることから、長水田船長は船医の佐藤一郎医師を「ダッチェス」へ往診に行かせ、19時頃、患者を治療して「水戸丸」へ帰船。こうして腹痛に苦しんでいた乗組員は事無きを得たため、「水戸丸」は目的地であるハンブルクを目指して西へ、「ダッチェス」はペナンを目指して東へと向かった。別れ際、「ダッチェス」は「英国軍艦ダッチェス号より、貴船の絶大なる御救援を深謝す」と感謝の信号を何度も繰り返し発信した。このことは当時の日本の新聞で、美談として話題となった。
第二次世界大戦勃発時に中国方面から地中海へ移動。
1939年12月6日、駆逐艦「ダンカン」と共に戦艦「バーラム」を護衛してジブラルタル出港。途中で駆逐艦「エクスマス」、「エクリプス」、「エコー」が加わり、12月12日にはスコットランド西方沖に達した。4時27分に「バーラム」から変針命令が出た直後、キンタイア岬沖で「ダッチェス」と「バーラム」が衝突した。衝突で「ダッチェス」は転覆し、約20分後に搭載爆雷が爆発して沈没した。衝突の原因は、「ダッチェス」が「バーラム」の信号を読み誤ったことではないかと考えられている。